# جو ناتومان
جو ناتومان (انگلیسی: Joe Natuman؛ زادهٔ ۲۴ نوامبر ۱۹۵۲) سیاست‌مدار اهل وانواتو است. وی از ۱۵ مه ۲۰۱۴ تا ۱۱ ژوئن ۲۰۱۵ نخست‌وزیر این کشور بود.